# Paradynomene demon
Paradynomene demon is een krabbensoort uit de familie van de Dynomenidae. De wetenschappelijke naam van de soort is voor het eerst geldig gepubliceerd in 2004 door McLay & Ng.